# Eastern European Hockey League
Eastern European Hockey League (EEHL) var en regional ishockeyliga, som spelades mellan 1995 och 2004.
Ligan skapades 1995 av lag i Vitryssland, Lettland, Litauen och Ukraina, för att stärka kvaliteten på ishockeyn i dessa länder. Vissa säsonger deltog även lag från Polen och Ryssland. Huvudturneringen var för proffslag, men det fanns också juniorvarianter för olika åldersgrupper. De sista åren anslöt allt fler lag från Vitryssland. 
År 2004 upplöstes ligan, och i stället inträdde två lag från Lettland (Metalurgs Liepāja och HK Rīga 2000) samt ett lag från Ukraina (Sokil Kyiv) i vitryska Extraliga.

## EEHL-mästare
- 1995/1996: HK Neman Grodno, Vitryssland
- 1996/1997: Juniors Rīga, Lettland
- 1997/1998: Sokil Kyiv, Ukraina
- 1998/1999: Sokil Kyiv, Ukraina
- 1999/2000: Berkut Kyiv, Ukraina
- 2000/2001: Berkut Kyiv, Ukraina
- 2001/2002: Metalurgs Liepāja, Lettland
- 2002/2003: Keramin Minsk, Vitryssland
- 2003/2004: Keramin Minsk, Vitryssland

## EEHL Cup
- 1997/1998: Sokil Kyiv, Ukraina
- 1998/1999: Sokil Kyiv, Ukraina
- 2000/2001: HK Rīga 2000, Lettland
- 2003/2004: Titan Klin, Ryssland